# Дейвид Миърман Скот
Дейвид Миърман Скот (на английски: David Meerman Scott). Автор е на пет книги по маркетинг, консултант, и лектор на семинари. Участник е в конференции, корпоративни събития и семинари по маркетинг в повече от 20 държави на 4 континента. Ръководител е на „ChannelOne Marketing Group“.

## Биография
Дейвид Миърман Скот е роден на 25 март 1961 г. Завършва Kenyon College през 1983 г. с бакалавърска степен по икономика.
В началото на кариерата си работи като чиновник на „Уолстрийт“ и участва в японски ТВ реклами. Работи в бизнеса с онлайн новини от 1995 г. до 2002 година. Заема ръководни позиции в електронно информационния отдел на Knight-Ridder, по времето на най-големите вестникарски компании от 1989 – 1995 г. Работи в Токио от 1987 г. до 1993 г. и в Хонг Конг от 1993 г. до 1995 г. Премества се в Бостън през 1995 г. и се присъединява към Desktop Data, която по-късно става NewsEdge Corporation. Позицията, която заема през последните години е на вицепрезидент по маркетинг в NewsEdge, до момента, в който бизнеса е продаден на Thomson Corporation през 2002 г. Скот е член на консултативния съвет на HubSpot и член на борда на директорите на Kadient.
От 2001 г., използва средното си име Миърман, за да се разграничи от други популярни личности като: Дейвид Скот, капитан на Аполо 15, който стъпва на Луната; Дейвид Скот, Железният шесткратен шампион по триатлон; и Дейвид Скот, американски конгресмен от 13-и окръг в Джорджия.

## Мисли
Идеологията на Скот, която той нарича „новите правила в маркетинга и в ПР“ се базира на разбирането, че маркетинга и ПР в интернет пространството силно се различават от маркетинга и ПР в традиционните медии. Той твърди, че „старите правила“ на традиционните медии (за които изтъква, че не са приложими в онлайн пространството) служат по скоро за „контролиране на посланието“. За да достигне посланието до публиката в традиционните медии е необходимо заплащане за скъпа реклама или умоляване на медиата да пише за вас. Според Скот правилата в маркетинга и в ПР, базирани в уеб пространството са коренно различни. Вместо да плащате или да молите, за да достигне вашето послание до публиката, вие може да публикувате информация чрез инструментите на социалните медии, като блогове, подкасти, онлайн прес рилийзи, онлайн видео, вирусен маркетинг и онлайн медии.

## Публикации
„Новите правила в маркетинга и в ПР“ (2007) е в класацията за бестселъри на списание на BusinessWeek и е публикувана на повече от 20 езика. Във връзка с промотирането на книгата Дейвид Скот провежда еднодневен семинар насочен към корпоративни групи, наречен Новите правила в маркетинга.

## Хобита
Хобито на Дейвид Скот е колекционирането на космически предмети.